# Lazar Pick a synové
Lazar Pick a synové byla firma židovského podnikatele Lazara Picka. Původně se zabývala výrobou potaše pálením dřeva a jeho prodejem sklárnám. Ve dvacátých letech 19. století však začal Lazar Pick podnikat i mezi skláři. Řadě sklářů se nedostávalo finančních prostředků k pronájmu hutí, vyplacení celoročního nájmu či složení vysokých kaucí, nákup materiálu apod. Lazar Pick přišel s nápadem týdenních splátek nájemného. Jejich roční součet však výrazně převyšoval obvyklé roční nájemné. 
Od roku 1830 měl Pickové v pronájmu od bývalého poštmistra Aloise Zubatého sklárnu v Ostředku, kterou však stejný rok podpronajali Františku Kavalírovi. Kavalír platil Pickům 20 zlatých týdně, což při čisté provozní době 40 týdnů za rok činilo 800 zlatých. Obvyklé roční nájemné z takto velké hutě však představovalo 300 až 350 zlatých. Pickové měli však ještě příjem z výhradních dodávek potaše a nářadí.
V roce 1835 Lazar Pick uzavřel smlouvu s Antonínem Valdštejnem, majitelem panství Litomyšl, na výstavbu a dvacetiletý provoz sklárny v Lubné. Huť zde však pro nedostatek dřeva byla v provozu jen 15 let.
Od roku 1836 měla firma v pronájmu skelnou huť v Budislavi. Od roku 1844 měli Pickové v pronájmu i huť v Tasicích a pronajímali jí dále Ignáci Rücklovi. V této době si také berou do pronájmu i loukovskou huť. Od roku 1846 pronajímali Pickové stejným způsobem i sklářskou huť v Ostrově.